# Bloomer (Wisconsin)
Bloomer é uma cidade localizada no estado norte-americano de Wisconsin, no Condado de Chippewa.

## Demografia
Segundo o censo norte-americano de 2000, a sua população era de 3347 habitantes. 
Em 2006, foi estimada uma população de 3381, um aumento de 34 (1.0%).

## Geografia
De acordo com o United States Census Bureau tem uma área de 
7,2 km², dos quais 7,0 km² cobertos por terra e 0,2 km² cobertos por água. Bloomer localiza-se a aproximadamente 303 m acima do nível do mar.

## Localidades na vizinhança
O diagrama seguinte representa as localidades num raio de 28 km ao redor de Bloomer. 